# DynDNS
DynDNS  (Dynamic Network Services, Inc.) es una compañía de Internet de los Estados Unidos de América dedicada a soluciones de DNS en direcciones IP dinámicas. Solía ofrecer servicios gratuitos de redirección a IP de subdominios de una gran lista de nombres disponibles, ofreciendo a particulares la oportunidad de crear un servidor en Internet gratuitamente con una dirección del tipo misubdominio.dyndns.com, por lo que se hizo muy popular en la cultura Do It Yourself (Hazlo Tú Mismo). Actualmente no ofrece el servicio gratuito para nuevos clientes. Al igual que ZoneEdit, debe ser actualizado mediante algún cliente en la máquina del cliente, tales como el que la misma compañía ofrece u otros como Eponym, aunque los routers actuales suelen incluir funciones de actualización de la IP en este tipo de servicios, por lo que, una vez configurado el enrutador, la actualización de la IP se convierte en un proceso totalmente invisible para el usuario puesto que es el propio enrutador el que se encarga de actualizar la IP cuando esta cambia.